# Deserter USA
Deserter USA är en svensk dokumentärfilm från 1969 i regi av Lars Lambert och Olle Sjögren. Filmen skildrar tre soldater som deserterat från Vietnamkriget och som flyr till Sverige.